# Héctor Zambrano Andrade
Héctor Zambrano (* Machala, Ecuador, 30 de agosto de 1986) es un futbolista ecuatoriano su posición es defensa y su club actual es el Fuerza Amarilla de la Segunda Categoría de Ecuador.

## Clubes
| Club            | País    | Año       |
| --------------- | ------- | --------- |
| Audaz Octubrino | Ecuador | 2005      |
| Oro FC          | Ecuador | 2005      |
| Atlético Audaz  | Ecuador | 2007      |
| Fuerza Amarilla | Ecuador | 2008      |
| Atlético Audaz  | Ecuador | 2009-2011 |
| Fuerza Amarilla | Ecuador | 2012      |